# Libdash
libdash — комп'ютерна програмна бібліотека, яка надає об'єктно-орієнтований інтерфейс до стандарту Dynamic Adaptive Streaming over HTTP (DASH). Вона є офіційний прикадом реалізації стандарту ISO/IEC MPEG-DASH, і підтримується Австралійською компанією bitmovin. Програмний код бібліотеки libdash є відкритим, і опублікованим на github, і ліцензоване за допомогою GNU Lesser General Public License 2.1+.
libdash розроблено для багатьох операційних систем, список включає в себе системи GNU/Linux, OS X, Windows, Android, iOS, та інші.
Проєкт містить простий мультимедійний плеєр заснований на технологіях Qt, який використовує в основі ffmpeg, що використовує libdash для відігравання потоків DASH.